# William Barclay McMurrich

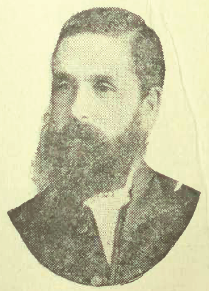
William Barclay McMurrich

William Barclay McMurrich (* 1. November 1842 in Toronto, Ontario; † 6. September 1908 ebenda) war ein kanadischer Rechtsanwalt, Politiker und 23. Bürgermeister von Toronto.
McMurrich war der Sohn des bedeutenden Kaufmanns und Politikers in Toronto John McMurrich (1804–1883) und Bruder des Biologen James Playfair McMurrich. Er wurde an der Knox Academy und der Privatschule Upper Canada College ausgebildet. Er absolvierte sein Kunststudium 1864 an der University of Toronto ab und schloss daran ein Jurastudium an. Seine Anwaltszulassung erhielt er 1866. Im Jahr 1868 wurde er zum Beauftragten für die öffentlichen Schulen des Ward St. Andrew’s gewählt. Er blieb acht Jahre in dieser Position. 1879 wurde er in den Stadtrat gewählt und von Januar 1881 bis Januar 1883 war er Bürgermeister von Toronto. Er trat 1882 zur kanadischen Unterhauswahl an und verlor knapp gegen James Beaty.